# HC WELTA
Handbalclub WELTA vzw is een Belgische handbalploeg uit Mechelen en Bonheiden. De club draagt het stamnummer 22.

## Historiek
De club ontstond in 2004 na de fusie van Klub Mechelen Handball met Handbal Bonheiden.